# Hyperruimte
Hyperruimte (Engels: Hyperspace) is een fictieve sneller dan licht-transportmethode in sciencefiction.
De hyperruimte wordt meestal beschreven als een alternatieve ruimte of dimensie "boven" de ons bekende ruimte (een variatie hierop is de subruimte, die zich "onder" de gewone ruimte zou bevinden). De normale natuurwetten zouden in zo'n alternatieve ruimte niet gelden, waardoor snelheden boven de lichtsnelheid bereikt kunnen worden. Meestal is er een speciaal apparaat of een zogenaamde hyperaandrijving nodig om de hyperruimte te bereiken.

## Oorsprong
Met de huidige natuurkundige kennis is het niet mogelijk om sneller dan het licht te reizen, wat zou betekenen dat de avonturen in sciencefictionverhalen begrensd zijn tot het zonnestelsel. Reizend met de lichtsnelheid duurt het namelijk jaren om zelfs de dichtstbijzijnde ster te bereiken (onze zon uitgezonderd).
Het is dus logisch dat er in de sciencefictionverhalen een manier werd bedacht om sneller dan het licht te reizen. In de allervroegste verhalen werd meestal een fantasy-methode gebruikt, zoals teleportatie door demonen of god-achtige wezens. In het begin van de 20e eeuw werd het begrip hyperruimte bedacht. In de vroege sciencefictionbladen als Amazing Stories werd de hyperruimte beschreven als de vierde ruimtelijke dimensie. 

## Toepassingen
Een van de vroegst bekende referenties aan de hyperruimte komt uit het verhaal Islands of Space (1931) van de Amerikaanse sciencefictionschrijver John W. Campbell. Later gebruikten vele bekende schrijvers de hyperruimte, waaronder Isaac Asimov: zonder hyperruimte zou zijn melkwegomspannende 'Galactische Keizerrijk', het ruimterijk in de sf-boekenreeks Foundation, niet te besturen zijn. Ook in Larry Nivens Bekende Ruimte (uit o.a. Ringwereld) en de televisieserie Babylon 5 wordt de hyperruimte gebruikt voor interstellair transport.
Maar de meest bekende serie waarin de hyperruimte voorkomt is zonder twijfel de Star Wars saga. Al in de eerste Star Warsfilm die is gemaakt (Episode IV), speelt hyperruimte een rol: de helden vluchten met de Millennium Falcon van de planeet Tatooine. In de ruimte activeren ze de hyperaandrijving (hyperdrive) om aan de Imperial Star Destroyers van het Galactisch Keizerrijk te ontsnappen.

## Andere technologie
Overigens gebruiken niet alle sciencefictionseries de hyperruimte; Star Trek en Duin gebruiken Warp-technologieën, waarbij de ruimte vervormd wordt. Andere transportmogelijkheden zijn o.a. de Oneindige-onwaarschijnlijkheidsaandrijving (The Hitchhiker's Guide to the Galaxy), dimensieschepen (Storm), wormgaten (Stargate), de al eerder genoemde teleportatie en de slipspace van het universum in de Halo-spelserie.